# 宣仁親王妃喜久子
宣仁親王妃喜久子（1911年（明治44年）12月26日－2004年（平成16年）12月18日），婚前名德川喜久子，是大正天皇第三皇子高松宮宣仁親王的妻子。德川家出身。

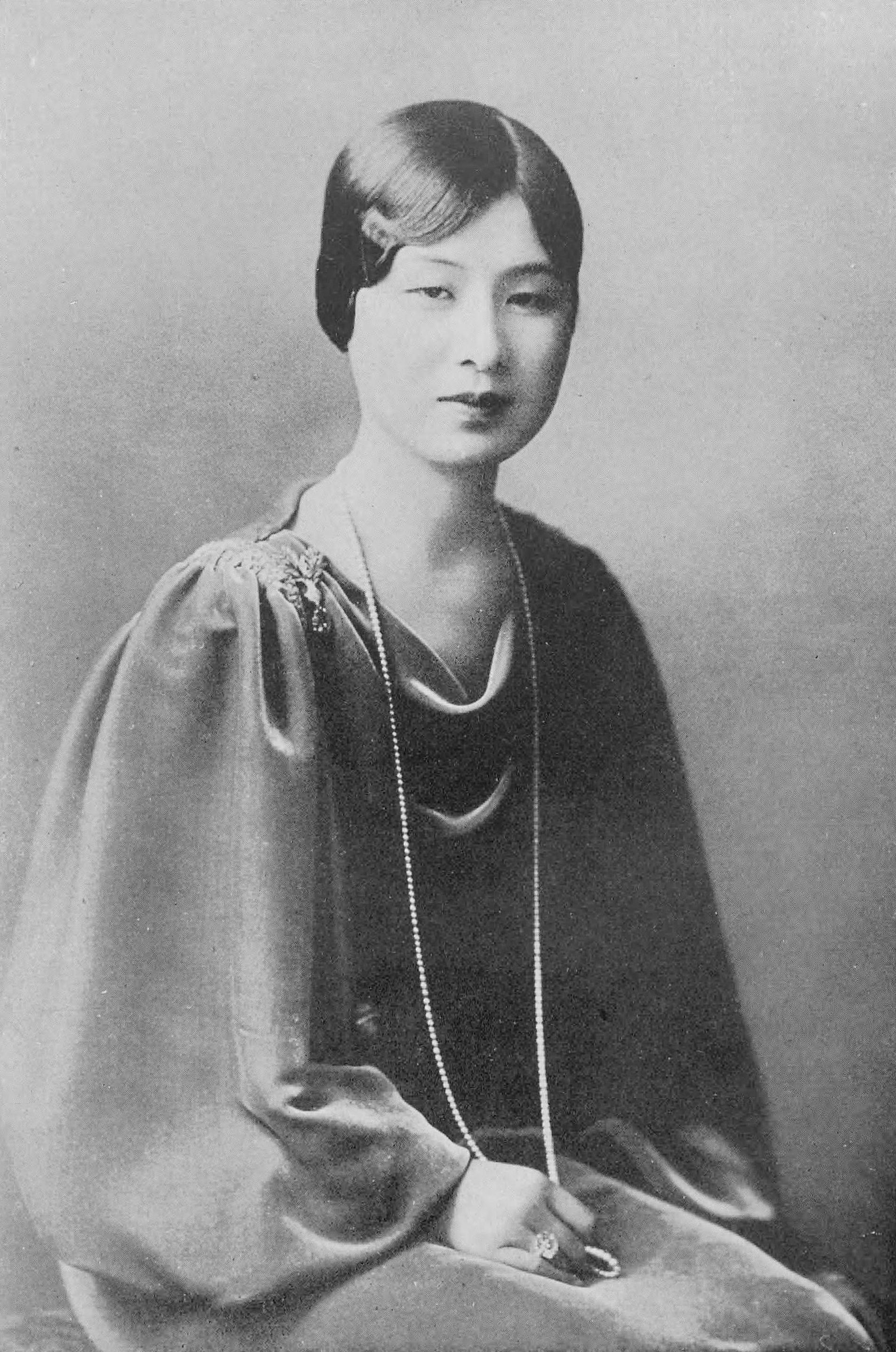
宣仁親王妃喜久子

## 生平
喜久子誕生於明治44年，父親是公爵德川慶久，末代幕府大將軍德川慶喜的七男；她的母親是實枝子女王，有栖川宮威仁親王的第二王女，靈元天皇的直系後代。1930年，喜久子與宣仁親王結婚，兩人沒有任何子女。1968年她創建高松宮妃癌研究基金，致力於癌症的治療研究。1987年宣仁親王去世。
2001年愛子内親王出生，引發日本皇位繼承關於女性繼承權的討論，喜久子曾對此發表言論，認為「由女性擔任天皇不是不自然的事情」。2004年喜久子於東京去世，年92歲。